# Эквеле
Экуэле, эквеле (соответственно Ekuele и Ekwele) — названия денежной единицы Экваториальной Гвинеи в 1975—1985 годах (1975—1979 годы — экуэле; 1979—1985 — эквеле). Форма «эквеле» (Ekwele) во множественном числе — «биквеле» (Bipkwele). Как экуэле, так и эквеле состояли из 100 сентимо, но фактически денежные знаки в сентимо никогда не выпускались.

## История
29 сентября 1975 года вместо обращавшейся ранее песеты Экваториальной Гвинеи введена новая денежная единица — экуэле, обмен происходил 1:1. Первоначально название денежной единицы в единственном и множественном числе указывалось одинаково — Ekuele. Так у фангов, коренных жителей Экваториальной Гвинеи, назывались наконечники для копий, которые в доколониальный период использовались в качестве денег. Есть также версия о том, что эквеле является сокращением слов «экватор» и «Гвинея». Другие встречающиеся варианты написания названия валюты на латинице: epkuele, ekwele, epkwele, ekpwele.
3 августа 1979 года в стране произошёл военный переворот под предводительством Теодоро Обианга Нгемы Мбасого. В том же году были выпущены памятные серебряные монеты, на которых название денежной единицы во множественном числе стало указываться Bipkwele (биквеле). В 1980 году выпущены новые курсовые монеты, на монете в 1 эквеле было указано новое написание названия денежной единицы в единственном числе — Ekwele (эквеле). 16 марта 1981 года в обращение выпущены банкноты в биквелле, датированные 3 августа 1979, которыми заменялись в обращении банкноты образца 1975 года с портретом свергнутого президента Франсиско Масиаса Нгемы.
С 19 апреля по 5 августа 1979 года применялось твёрдое соотношение: 90 экуэле = 1 СДР. С 6 августа 1979 по 30 июня 1980 года поддерживалось соотношение 1:1 с испанской песетой, а с 1 июля 1980 года — 2 биквеле = 1 песета.
2 января 1985 года Экваториальная Гвинея вошла в Зону франка, эквеле был заменён франком КФА в соотношении: 4 биквеле = 1 франк КФА.

## Банкноты
Народным банком Экваториальной Гвинеи были выпущены банкноты, датированные 7 июля 1975 года, в 25, 50, 100, 500, 1000 экуэле (ekuele).
Банком Экваториальной Гвинеи были выпущены банкноты, датированные 3 августа 1979 года, в 100, 500, 1000, 5000 биквеле (bipkwele).
Были подготовлены к выпуску, но не выпущены в обращение банкноты Центрального банка Республики Экваториальная Гвинея образца 1969 года в песетах, на которые путём надпечатки был нанесён новый номинал в биквеле: 1000 биквеле — на 100 песетах, 5000 биквеле — на 500 песетах. На надпечатках указана дата — 21 октября 1980.

## Монеты
В 1975 году были выпущены монеты в 1, 5 и 10 экуэле (ekuele). В 1978—1983 годах чеканились памятные монеты из драгоценных металлов в 1000, 2000, 5000, 10 000 экуэле.
В 1980 году выпущены монеты нового образца в 1 эквеле (ekwele), 5, 25 и 50 биквеле (bipkwele). В 1979 году выпущены памятные серебряные монеты в 1000 биквеле, в 1982 году — памятная золотая монета в 1 эквеле.